# Krzyżewo Borowe
Krzyżewo Borowe [kʂɨˈʐɛvɔ bɔˈrɔvɛ] es un pueblo ubicado en el distrito administrativo de Gmina Płoniawy-Bramura, dentro del Condado de Maków, Voivodato de Mazovia, en el este de Polonia central. Se encuentra aproximadamente a 7 kilómetros al sureste de Płoniawy-Bramura, a 11 kilómetros al noreste de Maków Mazowiecki, y a 83 kilómetros al norte de Varsovia.